# Punta Secca
Punta Secca (Punta Sicca en sicilien) est un petit village balnéaire, hameau de Santa Croce Camerina dans la province de Raguse, en Sicile.

## Toponymie
Le nom Punta Secca vient de l’appellation du lieu par ses habitants « a sicca » (« la secca » c'est-à-dire « le banc ») probablement en raison de la présence d'une petite formation de rochers devant la plage orientale, précisément un « banc ». Le mot « a sicca » a la même racine que le vocable français un sec ou une sèche, vocabulaire maritime désignant des hauts-fonds.

## Géographie physique
Punta Secca est un village balnéaire de la municipalité de Santa Croce Camerina, d'où il n'est distant que de 5,77 km. Il surplombe la Méditerranée et s'élève à 5 mètres au-dessus du niveau de la mer. Les plages sont caractérisées par des formations rocheuses. Le climat y est doux et sec.

## Histoire
Le village, ainsi que son voisin Punta Braccetto, existaient déjà dans des temps reculés et furent occupés par des byzantins, des arabes et des normands. À l'époque arabe, il s'appelait « Ayn al-Qasab », mais au cours des siècles, il prit plusieurs autres noms, notamment : « Raʾs Karam », « Raʾs Karama », « Capo Scaramia » et, récemment, « Capo Scalambri » (nom encore visible aujourd'hui sur certaines cartes). La tour Scalambri (it) est une tour côtière défensive classique en grès et blocs de rochers, construite à la fin du XVIe siècle par le Bellomo de Syracuse (it).
En 1766, des entrepôts pour le traitement des sardines ont été construits (tel celui abritant l'actuel restaurant Rosengarten) et, en 1767, la petite église de Santa Maria di Porto Salvo fut construite.
Il n'est pas vrai, comme certains le soutiennent, que les forces anglo-américaines ont débarqué sur les plages de Punta Secca lors de l'opération Husky en 1943. En fait, ce débarquement a eu lieu entre Licata et Gela au nord-ouest, et entre Pachino et Syracuse à l'est. Cependant, quelques petits noyaux des forces alliées ont atterri juste au-delà de la ville balnéaire de Scoglitti (à environ quinze kilomètres de Punta Secca) et seulement un véhicule amphibie près de Punta Braccetto (à environ cinq kilomètres au nord-ouest de Punta Secca).
Le village doit sa popularité récente au fait qu'il a été l'un des lieux de tournage des séries télévisées Commissaire Montalbano et Montalbano, les premières enquêtes. Pour figurer dans la série la maison du héros de la série, Salvo Montalbano, le réalisateur Alberto Sironi a en effet choisi une villa du village, située sur la petite place où s'élève la tour Scalambri. Cette place, qui a été renommée depuis les tournages piazza Montalbano, ainsi que la maison, donnent directement sur une plage, renommée elle aussi spiaggia Montalbano. Un artiste local, Nino Barone, a créé une statue en buste du romancier sicilien Andrea Camilleri, le créateur du personnage Montalbano, et fixé celle-ci sur un socle mobile, l'exposant dans différents endroits du village dont la piazzeta della Torre, elle aussi toute proche de la casa di Montalbano. En 2017, la police locale lui a demandé de s'abstenir à l'avenir de ce qui est considéré par la municipalité comme étant de sa part une occupation illégale du domaine public ; cette interdiction provoque une polémique relatée dans la presse locale,,.
Par ailleurs, le festival littéraire Piazza d’AMare se tient sur la Piazza Torre depuis 2015 en août.

## Le phare

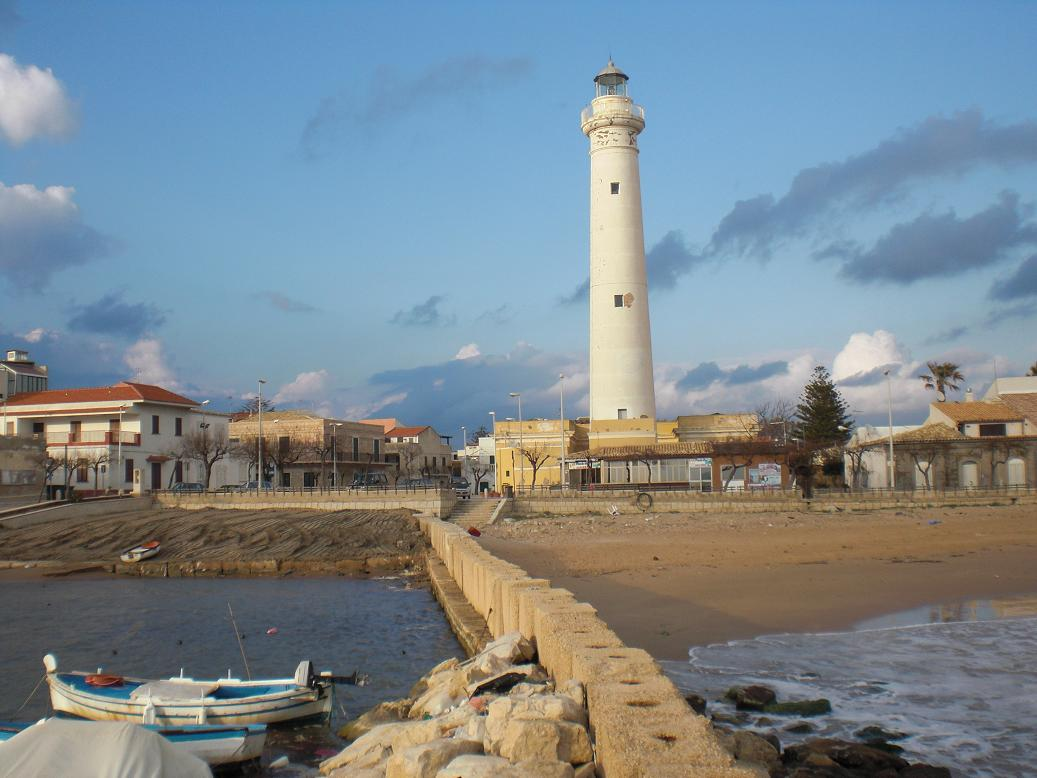
Le phare de Capo Scaramia.

Le phare de Capo Scaramia (dit aussi phare de Punta Secca), voulu par le gouvernement du royaume des Deux-Siciles (sous le règne de Ferdinand II, un Bourbon), et dessiné en 1857 par l'ingénieur Nicolò Diliberto D'Anna, a été construit en 1858-1859 et mesure 35 m de haut. Construit à partir de la Torre del Faro, le phare a également annexé un bâtiment de plain-pied de la Marine. Visible à 206° (entre 318° et 112°) dans la zone maritime entre Gela et Cava d'Aliga. Le phare à optique fixe est catalogué sous le numéro 2942.